# クレサーレ城
クレサーレ城（クレサーレじょう、エストニア語: Kuressaare linnus）は、エストニアの西部、サーレマー島のクレサーレにある城である。クレサーレ司教城（エストニア語: Kuressaare piiskopilinnus）とも称される。

## 歴史
クレサーレ城について書かれた最古の記録は、1380年代にドイツ騎士団がサーレ・ラーネ司教のために建設を開始したことから始まる。最初に建てられた城は木造であったとする資料もある。サーレマー島の住民は、外国人によるキリスト教への改宗に強く抵抗していたため、この城は十字軍が島を支配するための様々な取り組みの一環として建てられたと考えられる。当初からサーレ・ラーネ司教の拠点であり、リヴォニア戦争によって解散するまで、司教管区の最も重要な城のひとつであった。

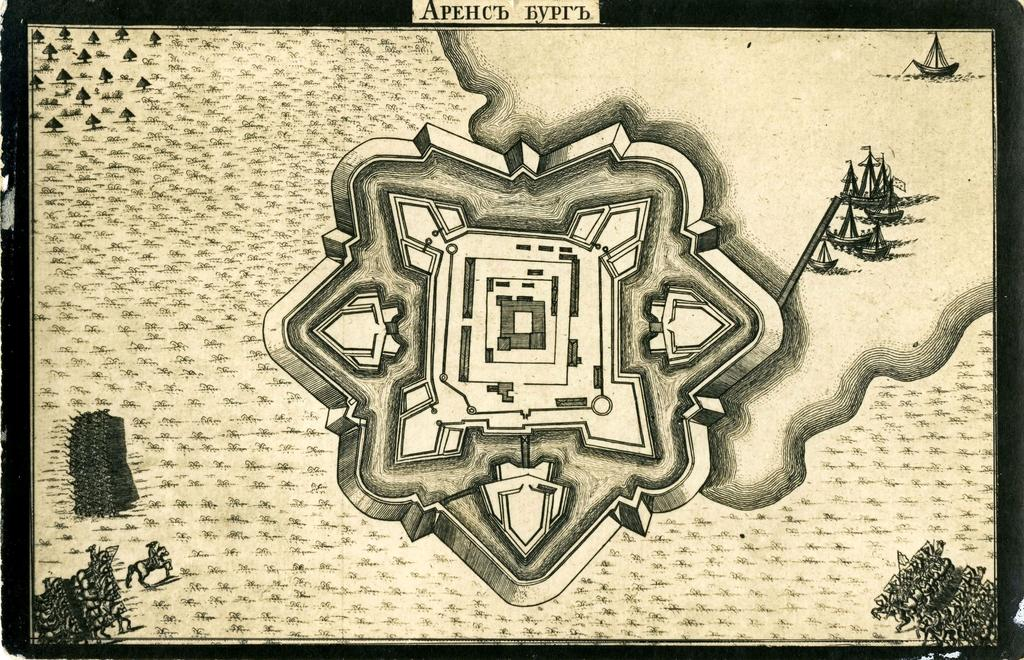
1710年頃のクレサーレ城と塁壁の図面

1559年、デンマークはサーレマー島とクレサーレ城を掌握。この間、要塞は近代的な改修が行われた。1643年から1645年にかけてのトルステンソン戦争の終結後、ブレムセブルー条約によってサーレマー島はスウェーデンの支配下に置かれた。1706年までスウェーデン人によって要塞の近代化が続けられた。大北方戦争の後、サーレマー島とクレサーレ城はロシア帝国に占領された。
1904年から1912年にかけて、建築家のカール・ルドルフ・ヘルマン・セウベリッヒとヴィルヘルム・ノイマンによって城の修復が行われた。
1941年、城は占領していたソヴィエト連邦軍の拠点として使用され、城内の庭では90人の市民が処刑された。その後、ナチス・ドイツの侵略により、城内での死者は300人を超えた。
1968年、建築家のカルヴィ・アルーヴェの主導によって2度目の修復が行われた。
現在、城の中にはサーレマー博物館があり、一般に公開されている。

## 建築

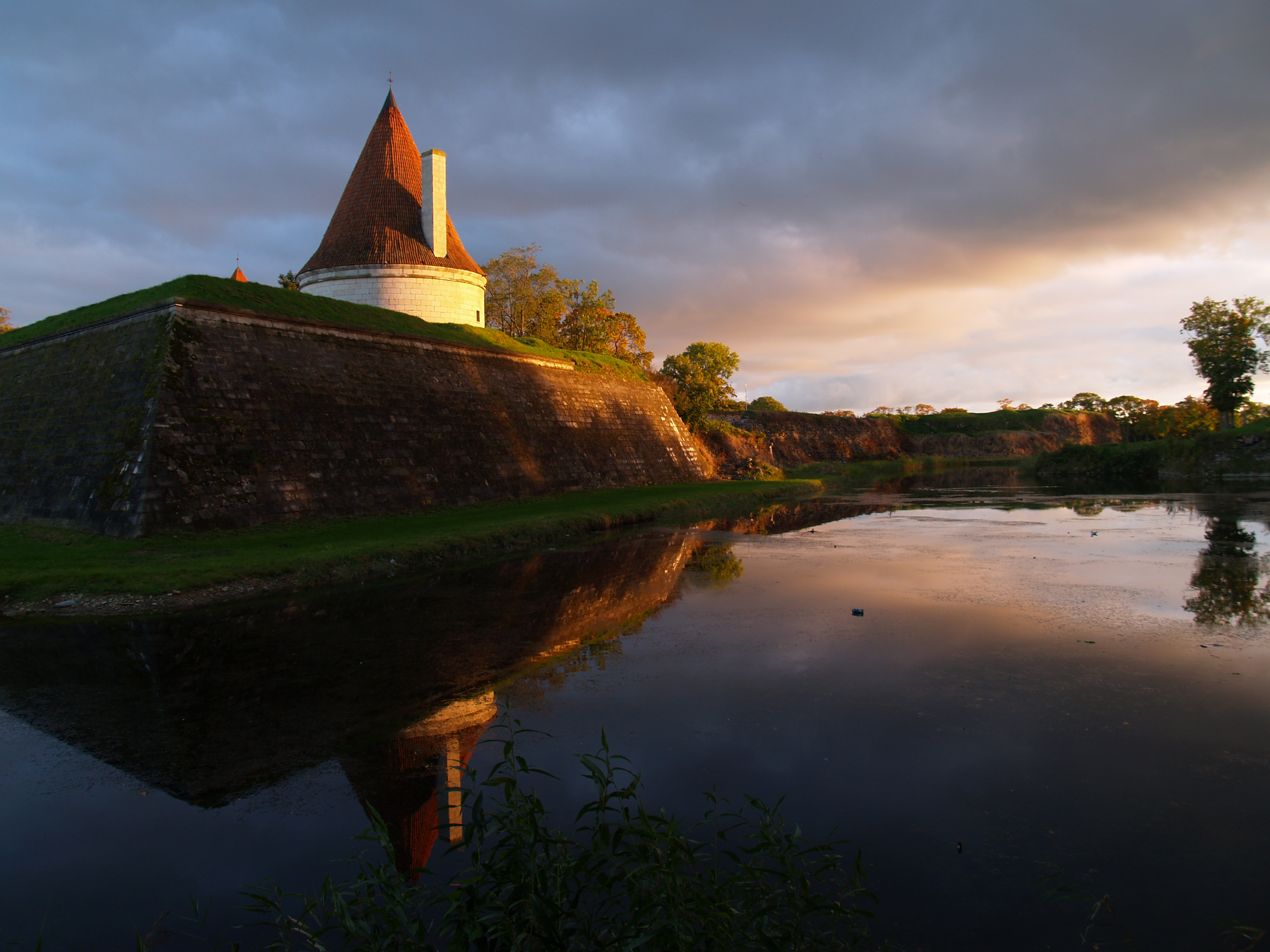
北側の砦

クレサーレ城は、エストニアにある中世の城で最も保存状態のよいもののひとつとされる。
後期のゴシック建築で、シンプルな形が特徴である。中央部にある、いわゆる修道院の建物は中庭を囲むように四角い形状になっている。北の隅にある建物は防衛塔と呼ばれ、その高さは37メートルほどある。1980年代には、建物の最上部に並ぶ胸壁を持つ守備回廊が復元された。門を護る落とし格子も復元されたものである。城の内部は、優れたハイポコーストを備えた貯蔵施設と、城の重要な機能が集まるメインフロアに区切られている。中庭を囲むように回廊があり、すべての主要な部屋が繋がっている。食堂、寄宿舎、礼拝堂、司教の居住区などがよく知られている。居住区には、サーレマー島の貴族のエピタフが11基祀られている。
14世紀末から15世紀初めにかけて、城の周りに長さ625メートルの城壁が築かれた。16世紀から17世紀にかけては、性能が向上した銃器に対応するため、さらに防衛要素が加わった。エリク・ダールベリが設計したヴォーバン式要塞は、現在も堡塁とラヴリンがほぼそのままの姿で残されている。大北方戦争中の1711年、ロシア帝国の駐屯部隊が撤退する際、要塞の大部分と城を意図的に爆破したが、後にその一部が復元された。1861年、リガの建築家H. Göggingenの指揮のもと、要塞の公園化が始まった。

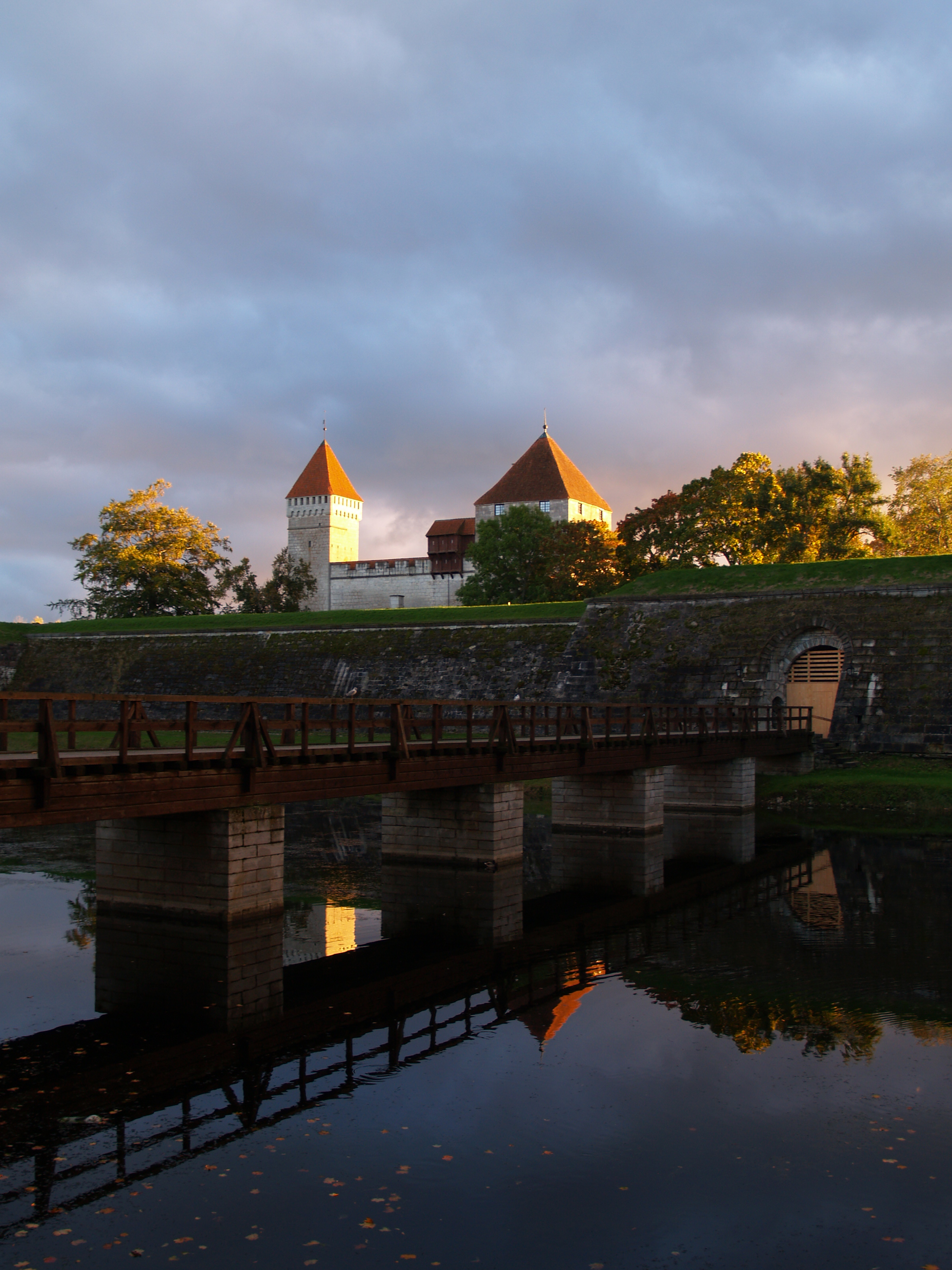
城に架かる橋
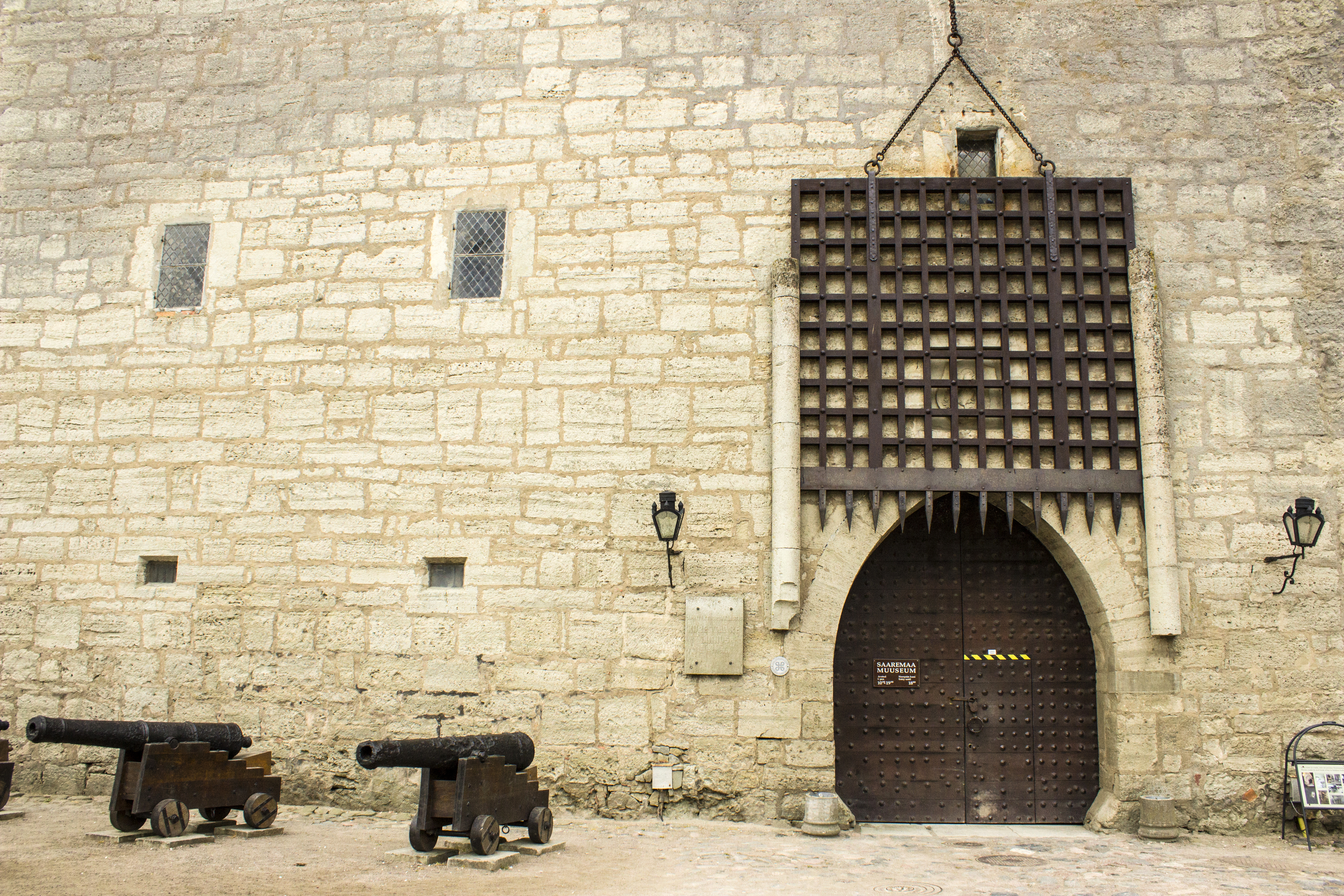
正門
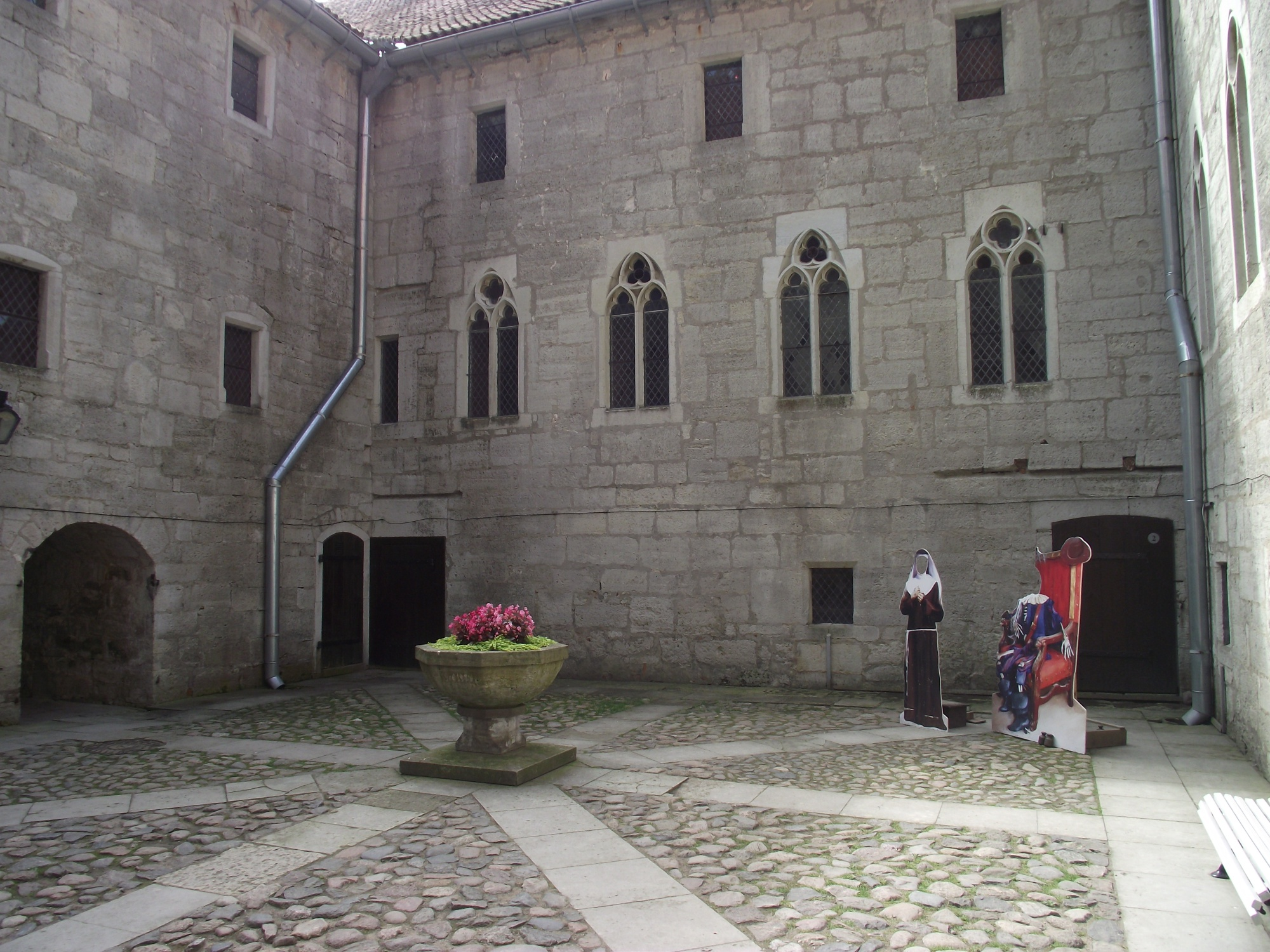
中庭
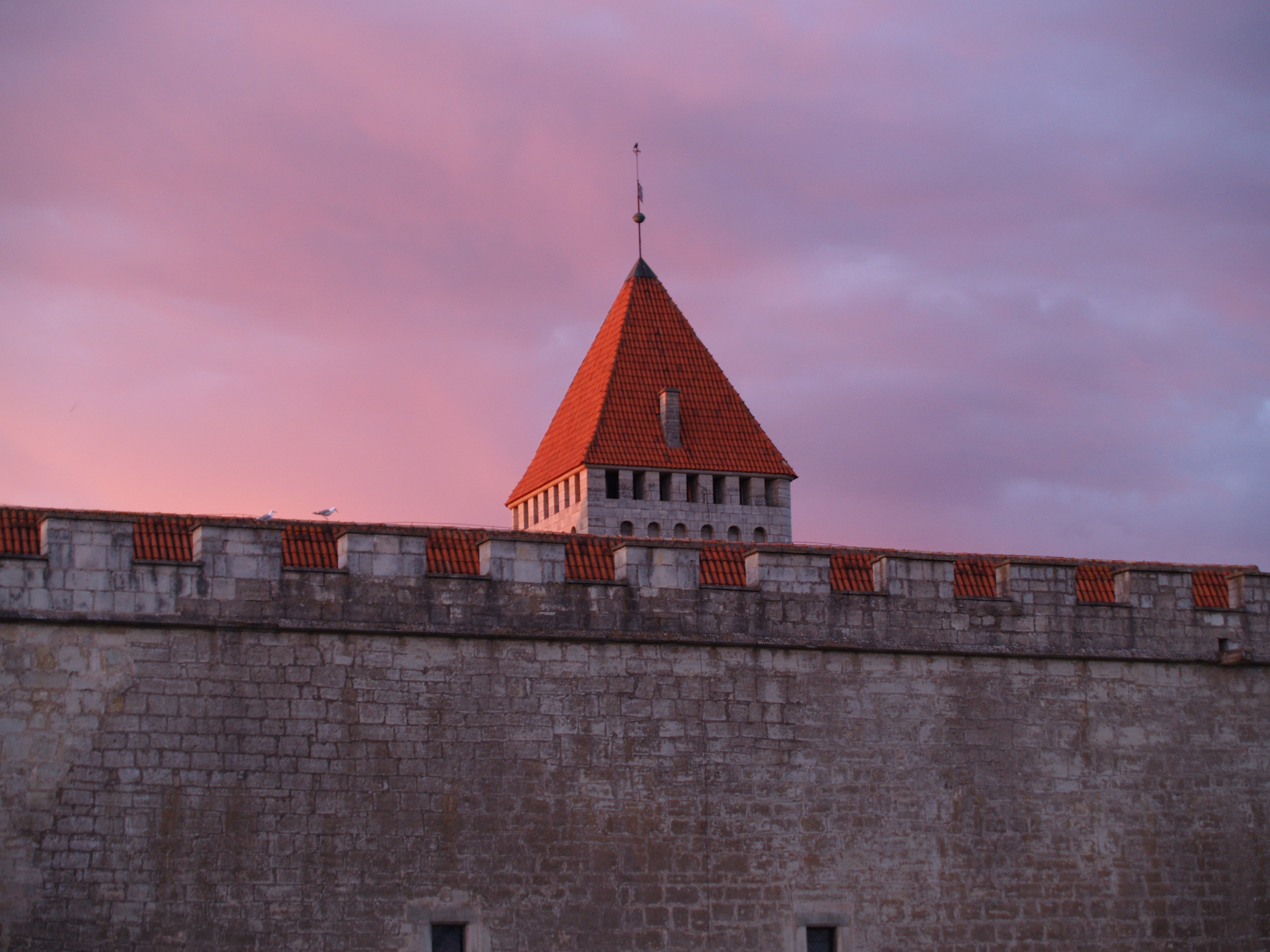
監視塔
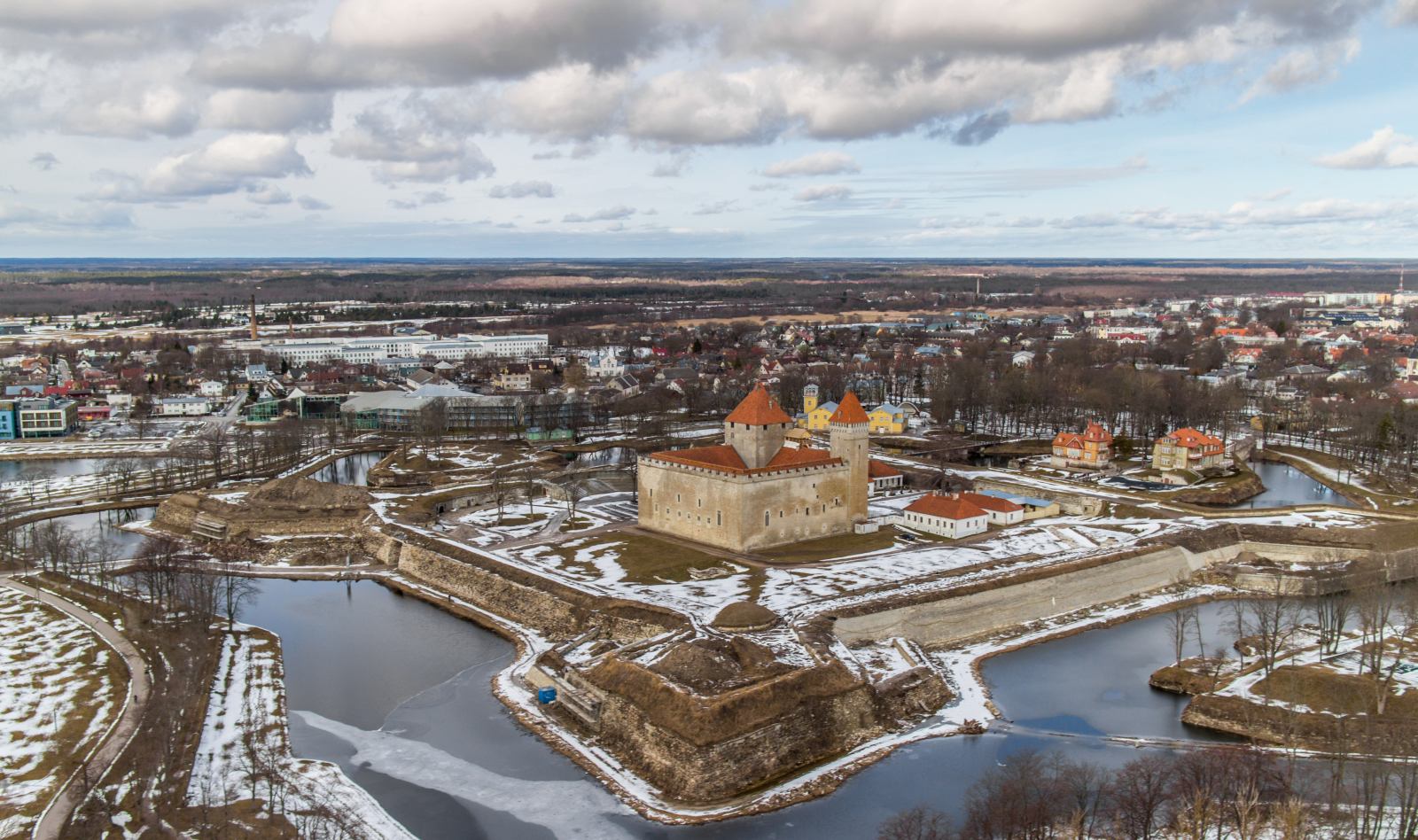
城の概観
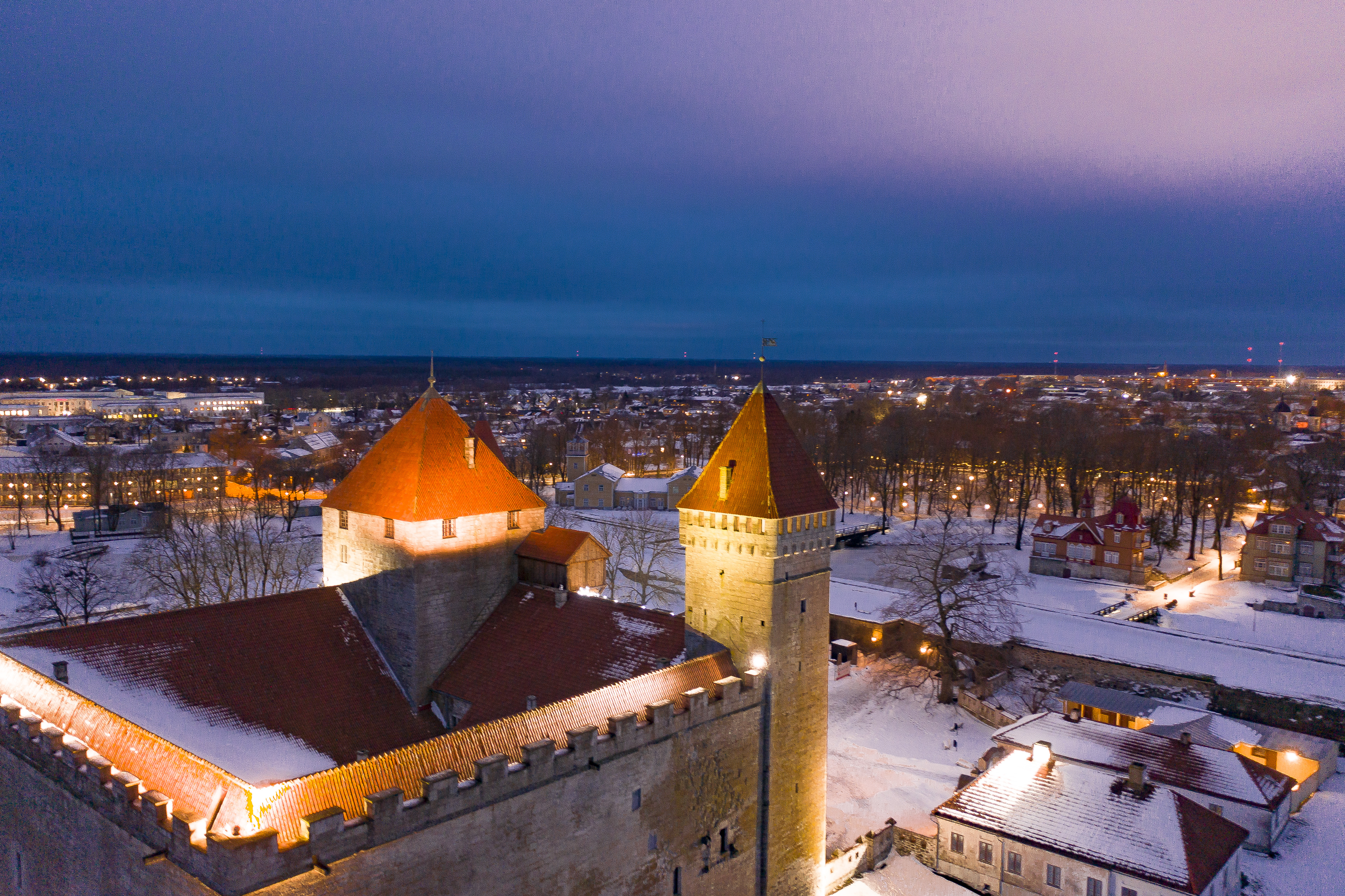
城の夜景